# Телегино (Городищенский район)
Телегино — село в Городищенском районе Пензенской области. Входит в состав Юловского сельсовета.

## География
Село расположено в восточной части области на расстоянии примерно в 14 километрах по прямой к северо-востоку от районного центра Городище.
Часовой пояс
Село Телегино как и вся Пензенская область, находится в часовой зоне МСК (московское время). Смещение применяемого времени относительно UTC составляет +3:00.

## Население
| 1926 | 1930 | 1939 | 1959 | 1979 | 1989 | 1996 |
| ---- | ---- | ---- | ---- | ---- | ---- | ---- |
| 392  | ↗470 | ↗521 | ↘258 | ↘59  | ↘21  | ↘17  |
| 2002 | 2010 |      |      |      |      |      |
| ↘13  | ↗14  |      |      |      |      |      |

Национальный состав
Согласно результатам переписи 2002 года, в национальной структуре населения русские составляли 100 % из 13 чел..